# Quiacaua taguaiba
Quiacaua taguaiba là một loài bọ cánh cứng trong họ Cerambycidae.